# It Would Be So Nice
„It Would Be So Nice“ je skladba britské rockové skupiny Pink Floyd, kterou napsal její klávesista Rick Wright, jenž ji také nazpíval. Byla vydána v dubnu 1968 jako čtvrtý singl kapely.
Píseň byla nahrávána ve dnech 5., 12., 13., 21. a 23. března 1968 v EMI Studios pod dohledem producenta Normana Smithe. Vydána byla jako singl s B stranou „Julia Dream“ ve Spojeném království (katalogové číslo: Columbia EMI DB 8410) dne 19. dubna 1968, v USA vyšel tento singl s katalogovým číslem Tower 428 dne 3. června téhož roku. V hudebních žebříčcích se ale neumístil (Nick Mason se o skladbě později vyjádřil jako o „sračce“, Roger Waters jako o „bídné nahrávce“), částečně i kvůli fakt, že v textu písně jsou zmíněny skutečné britské noviny Evening Standard. Rádio BBC One totiž kvůli této skutečnosti odmítlo skladbu hrát, urychleně byly vylisovány náhradní acetátové disky, kde byl text pozměněn na fiktivní Daily Standard, ale prodleva mezi vydáním a hraním v rádiích byla příliš velká. Jedná se o první oficiální nahrávku Pink Floyd, kde hraje David Gilmour, který počátkem roku 1968 nahradil ve skupině Syda Barretta.
Upravená verze s Daily Standard byla následně vydána na kompilaci The Best of the Pink Floyd (1970) a na bonusovém CD The Early Singles box setu Shine On (1992).
Je doložen jediný koncert, kde Pink Floyd zahráli píseň „It Would Be So Nice“; ten se konal 11. května 1968 v anglickém Brightonu.

## Původní sestava
- David Gilmour – kytara, vokály
- Rick Wright – elektronické varhany, piano, mellotron, zpěv
- Roger Waters – baskytara, vokály
- Nick Mason – bicí